# جرج کاستیگان

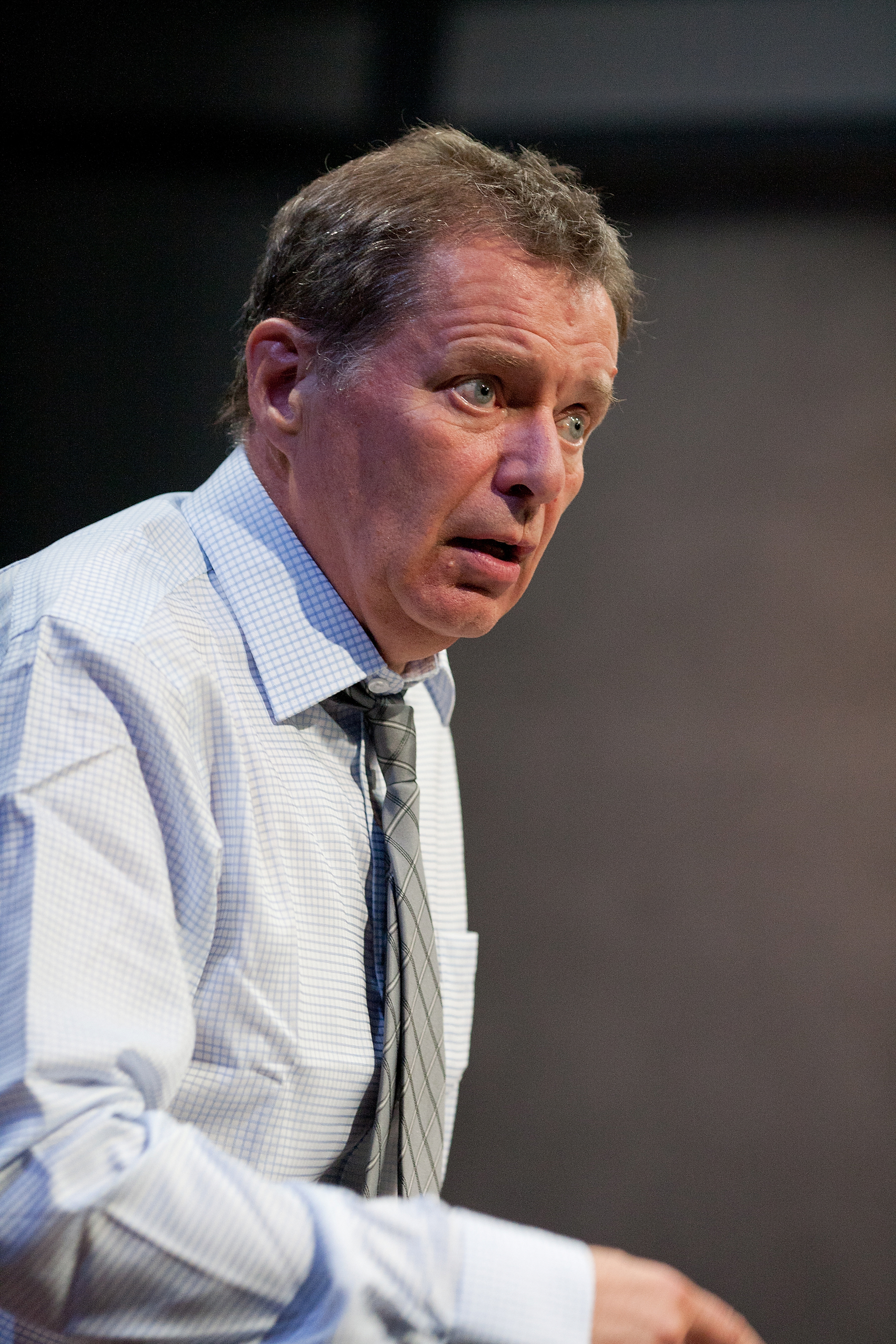
عکسی از جرج کاستیگان

جرج کاستیگان (به انگلیسی: George Costigan) (زاده ۱۹۴۷) بازیگر انگلیسی است.
از فیلم‌های معروف او می‌توان به بازی در فیلم آخرت، دختران تقویم و بدبیاری اشاره کرد.